# Аничков, Милий Николаевич
Ми́лий Никола́евич Ани́чков (29 марта 1920 — 13 января 1991) — советский военный хирург и педагог, организатор медицинской науки и военно-полевой хирургии, доктор медицинских наук (1958), профессор (1959), полковник медицинской службы (1958).

## Биография
Родился 29 марта 1920 года в семье профессора-патолога Военно-медицинской академии (ВМА) в Петрограде. Отец Аничкова — крупный учёный, академик АН и АМН СССР, президент АМН СССР (1946—1953), генерал-лейтенант медицинской службы Николай Николаевич Аничков.
Учился в Военно-медицинской академии (1939—1943), после окончания которой служил врачом-хирургом эвакогоспиталя № 1170 Ленинградского фронта. Войну закончил в звании майора медицинской службы, с боевыми наградами.
После окончания адъюнктуры в Военно-медицинской академии (1945—1948) защитил в 1948 году кандидатскую диссертацию «Влияние операций, связанных с уменьшением дыхательной поверхности легких, на внешнее дыхание». В течение нескольких месяцев стажировался в клинике известного хирурга проф. Крафоорда (Clarence Crafoord) в Стокгольме, находясь там в командировке по линии Министерства обороны СССР.
В 1958 году защитил докторскую диссертацию «Диагностика и лечение нарушений дыхательной функции при операциях на органах груди», затем стал старшим преподавателем и профессором кафедры факультетской хирургии № 2 в Военно-медицинской академии, начальником которой был П. А. Куприянов.
В 1965—1970 гг. работал главным хирургом Южной группы войск в Будапеште, а в 1970—1975 гг. — главным хирургом Московского военного округа и в 1975—1989 гг. — заведующим отделом сосудистой хирургии Института хирургии им. А. В. Вишневского в Москве.
В 1980 году по возрасту уволился из рядов Советской Армии. Будучи с 1986 года тяжело больным, он до 1989 года трудился в должности заведующего организационно-методическим отделом института.
Скончался 13 января 1991 года.

## Научная деятельность
Автор более 200 научных работ, в том числе 8 монографий и одного атласа. Основные его работы посвящены диагностике и хирургическому лечению заболеваний органов груди и брюшной полости, аорты, магистральных сосудов. Перевёл с немецкого языка и редактировал руководство проф. И. Литтмана «Брюшная хирургия», которое быстро завоевало популярность у отечественных хирургов. Подготовил 12 докторов и 25 кандидатов наук.

### Основные труды
- Интратрахеальный наркоз в грудной хирургии. — М.: Медицина, 1950, издание второе (в соавт с М. С. Григорьевым);
- Кураре и курареподобные препараты в хирургии. — Л.: Медгиз, 1957 (в соавт.);
- Диагностика и лечение нарушений дыхательной функции при операциях на органах груди. Докт. дисс. — Л.: 1958;
- Клинико-анатомический атлас патологии аорты. — Л.: Медицина, 1967;
- Неотложные состояния в пульмонологии. — М.: Медицина, 1975 (в соавт.).

## Награды
- Орден Красной Звезды
- Орден «Знак Почёта»
- Орден «За службу Родине в Вооружённых Силах СССР»
- знак «Отличник здравоохранения СССР»
- 19 медалей, в том числе иностранные.

### Семья
Жена — Зоя Яковлевна Аничкова, урожд. Карпова (1920—2021)
- сын Николай (род. 1941) — член-корреспондент РАН, заслуженный деятель науки РФ, профессор

Жена (во втором браке) — Любовь Александровна Аничкова (урожд. Матвейчук, 1941—1990)
- дочь Татьяна (род. 1968) — инженер.

### Увлечения
Среди внеслужебных увлечений Аничкова основное место занимала охота на водоплавающую и боровую дичь, а также на пушного зверя. Он был отличным и разносторонним спортсменом, неоднократным призёром городских и межведомственных соревнований по боксу (первый спортивный разряд в полусредней весовой категории), лёгкой атлетике и прыжкам в воду (второй спортивный разряд).